# نخلة (مذيخرة)

تعديل مصدري - تعديل

نخلة محلة تابعة لقرية الغربي، التابعة لعزلة الاشعوب بمديرية مذيخرة إحدى مديريات محافظة إب في الجمهورية اليمنية، بلغ تعداد سكانها 219 حسب تعداد اليمن لعام 2004.